# Steinweg 46 (Quedlinburg)

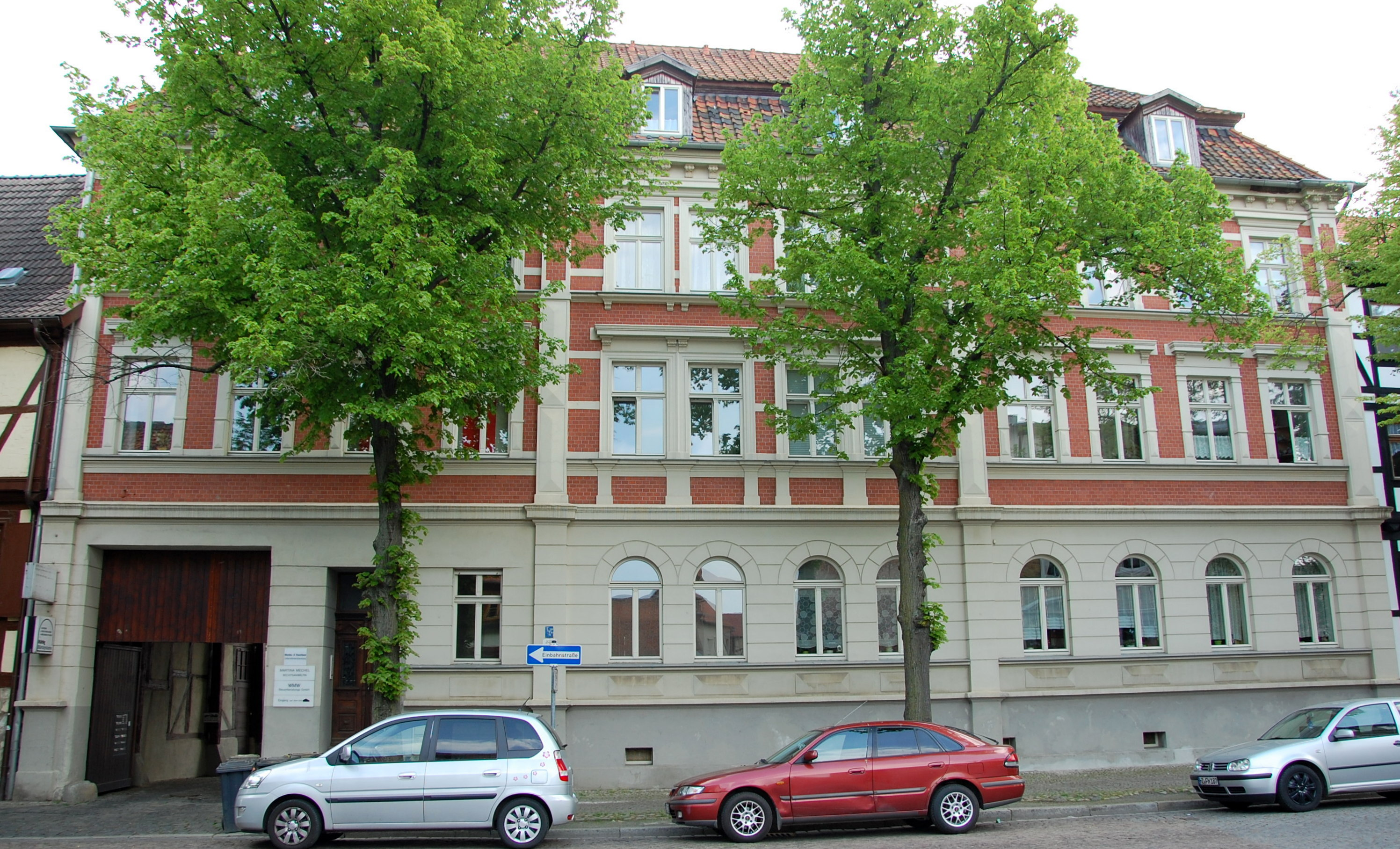
Haus Steinweg 46

Das Haus Steinweg 46 ist ein denkmalgeschütztes Gebäude in der Stadt Quedlinburg in Sachsen-Anhalt.

## Lage
Es befindet sich in der historischen Quedlinburger Neustadt auf der Südseite des Steinwegs und gehört zum UNESCO-Weltkulturerbe. Im Quedlinburger Denkmalverzeichnis ist es als Ackerbürgerhof eingetragen. Östlich grenzt das gleichfalls denkmalgeschützte Haus Steinweg 45 an.

## Architektur und Geschichte
Der sehr große Hof verfügt zur Straße hin über ein in Fachwerkbauweise errichtetes Wohnhaus aus der Zeit des Spätbarock. In der Zeit um 1860 wurde auf der Hofseite eine Backsteinfassade vor die Fachwerkfassade gesetzt. Gleiches erfolgt dann straßenseitig in der Zeit um 1900 im Stil des Späthistorismus.
Ältestes erhaltenes Gebäude des Hofes ist der gleichfalls in Fachwerkbauweise errichtete Ostflügel. Er stammt nach einer dort befindlichen Inschrift aus dem Jahr 1691. Der Westflügel entstand im 18. Jahrhundert.
Das Grundstück wird nach Süden durch die Stadtmauer der Neustadt begrenzt. Zwischen der Scheue und der Stadtmauer befindet sich ein großer Garten mit in Teilen altem Baumbestand. Bis in das 19. Jahrhundert hinein befand sich hier der Neustädter Friedhof.